# 新都心西出入口
新都心西出入口（しんとしんにしでいりぐち）は、埼玉県さいたま市にある、首都高速道路埼玉新都心線 (S2) の出入口である。与野方向出入口は大宮区桜木町に、さいたま見沼方向出入口は中央区上落合にある。2022年現在、首都高速道路最北端のインターチェンジである。

## 接続する道路
- 埼玉県道56号さいたまふじみ野所沢線

## 料金所

### さいたま見沼方面
- レーン数：2（うち一つ閉鎖）
  - ETC/一般：1
  - 閉鎖レーン：1

### 都心環状方面
- レーン数：2
  - ETC専用：1
  - 一般：1

## 周辺

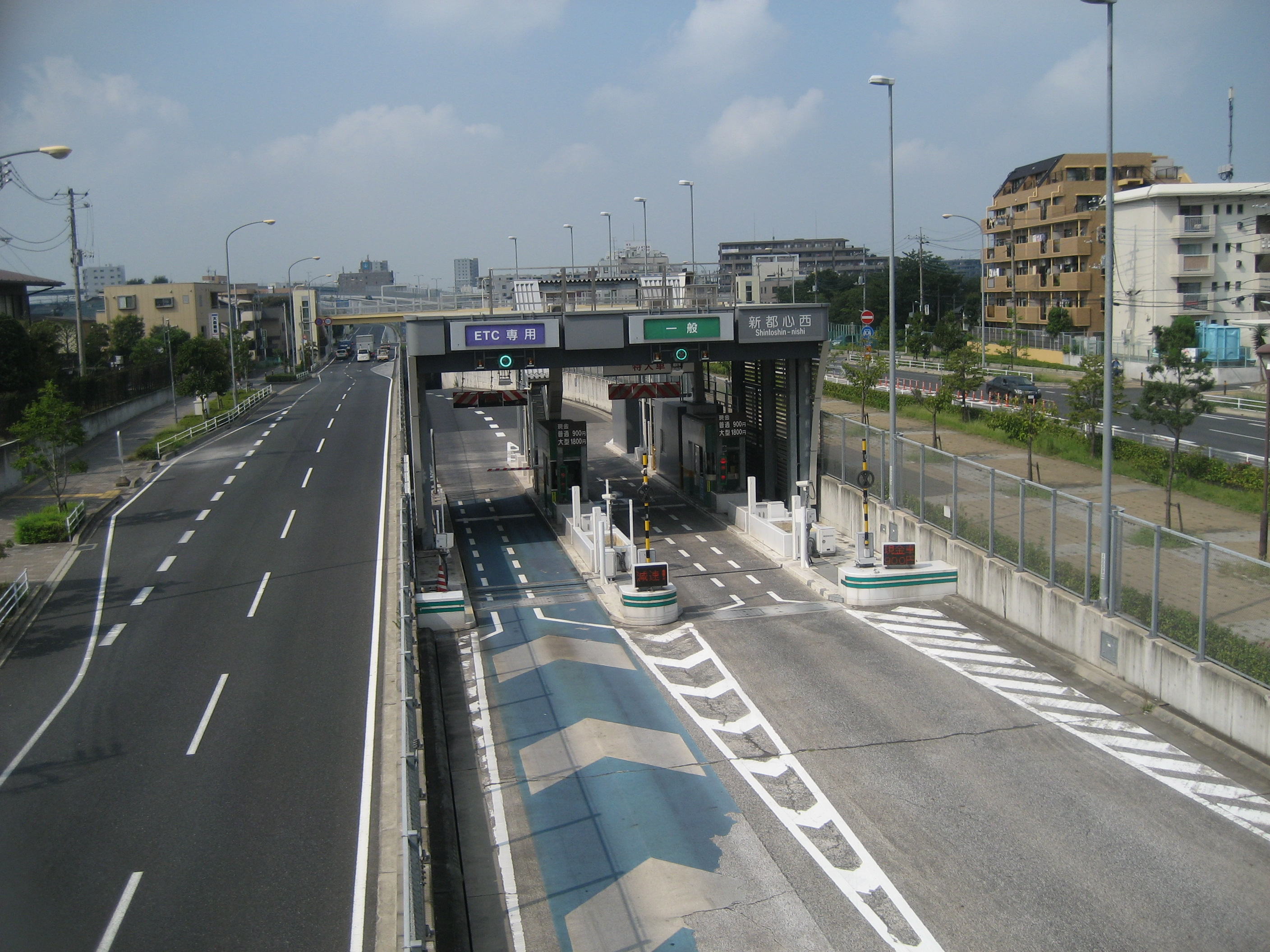
東京・美女木方面料金所
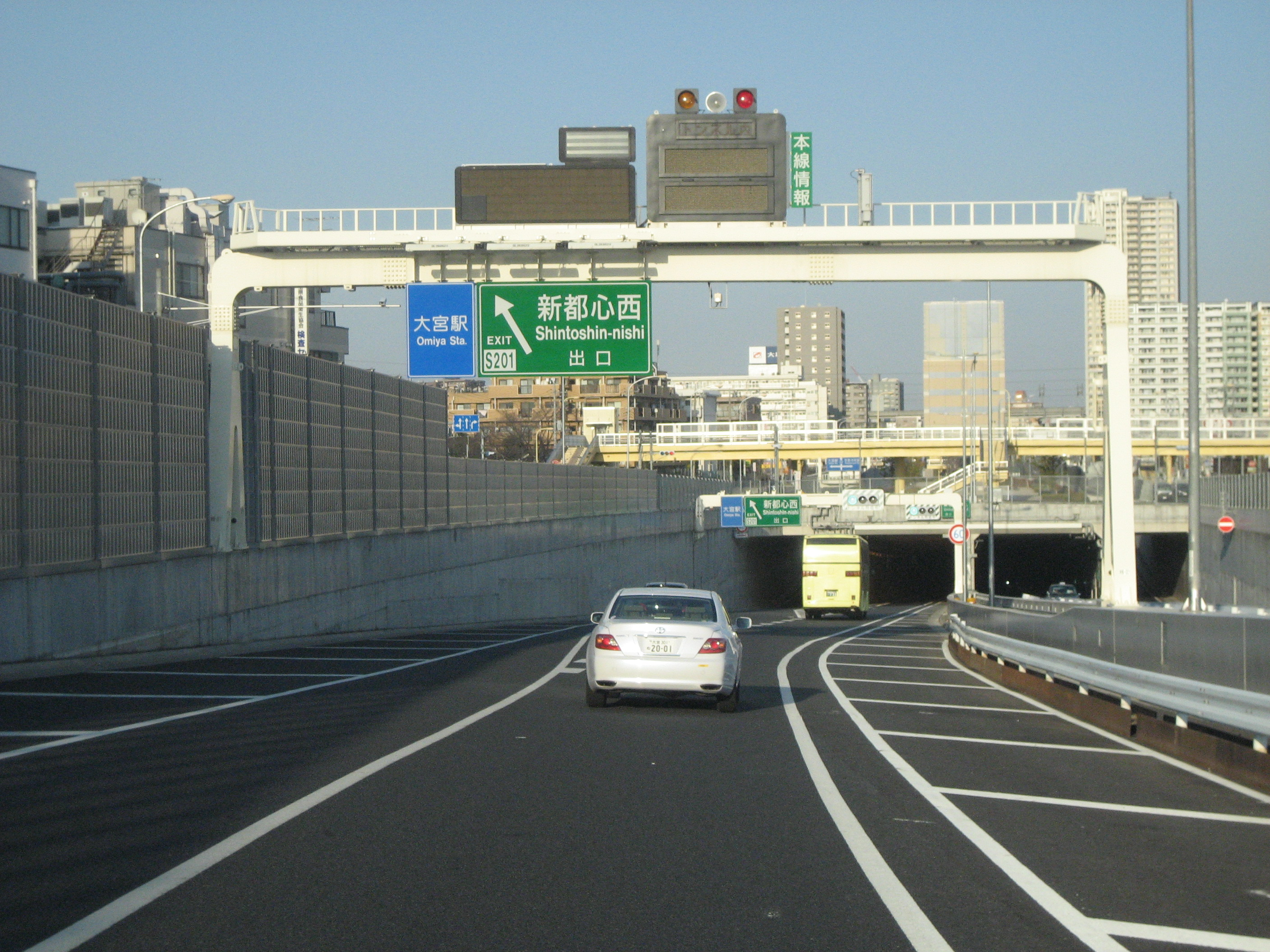
周辺は住宅街となっており、高層マンションも点在している。1kmあまり北に走行すると、大宮駅西口である。
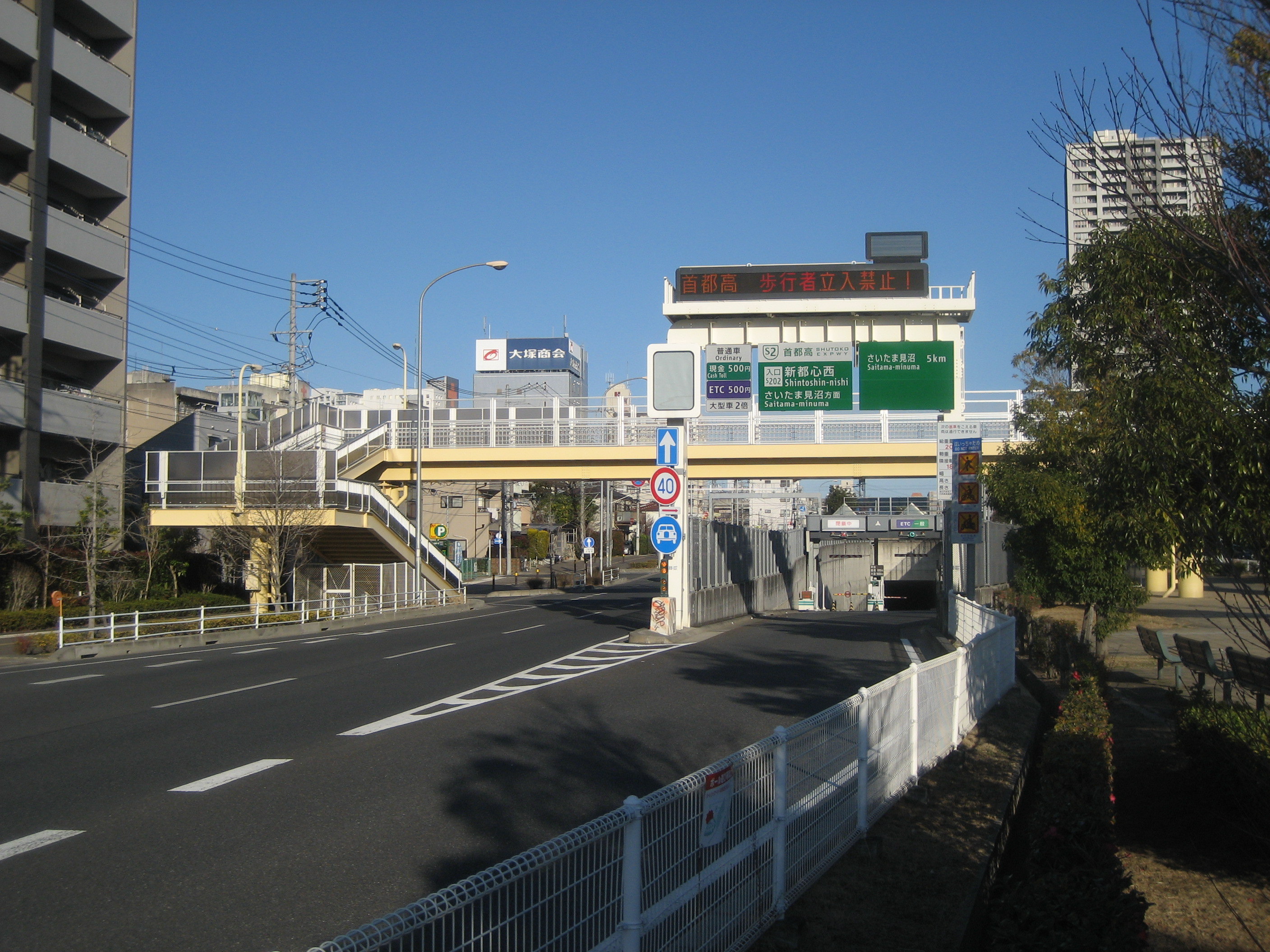
新都心西とはいうものの、さいたま新都心からはやや離れており、新都心出入口が便利である。
- 国道17号
- 大宮駅
- JACK大宮
- アルシェ
- 大宮そごう
- ソニックシティ
- さいたま市立桜木中学校
- さいたま市立桜木小学校
- さいたま市立上小小学校

- 東京・美女木方面料金所
- 大宮駅方面出口
- さいたま見沼方面入口

## 隣
首都高速埼玉新都心線
与野JCT - (S201,S202) 新都心西出入口 - (S203,S204) 新都心出入口 - (S205) さいたま見沼出入口